# Sematophyllum aureoviride
Sematophyllum aureoviride är en bladmossart som beskrevs av Brotherus 1925. Sematophyllum aureoviride ingår i släktet Sematophyllum och familjen Sematophyllaceae. Inga underarter finns listade i Catalogue of Life.